# Open GDF Suez de Belfort 2010
L'Open GDF Suez de Belfort 2010 ($25,000 Belfort 2010) è stato un torneo di tennis facente parte della categoria ITF Women's Circuit nell'ambito dell'ITF Women's Circuit 2010. Il montepremi del torneo era di $25 000 ed esso si è svolto nella settimana tra il 1º febbraio e il 7 febbraio 2010 su campi indoor in sintetico. Il torneo si è giocato nella città di Belfort in Francia.

## Vincitori

### Singolare
Elena Bovina ha battuto in finale  Romina Oprandi con il punteggio di 7–6(3), 5–7, 6–4

### Doppio
Elena Bovina /  Irena Pavlović hanno battuto in finale  Nikola Hofmanová /  Karina Pimkina con il punteggio di 6–2, 2–6, [10–6]